# Elkalyce disporides
Elkalyce disporides är en fjärilsart som beskrevs av Chapman 1908. Elkalyce disporides ingår i släktet Elkalyce och familjen juvelvingar. Inga underarter finns listade i Catalogue of Life.